# Phình động mạch chủ ngực
Phình động mạch chủ ngực là một dạng phình mạch gặp ở ngực.

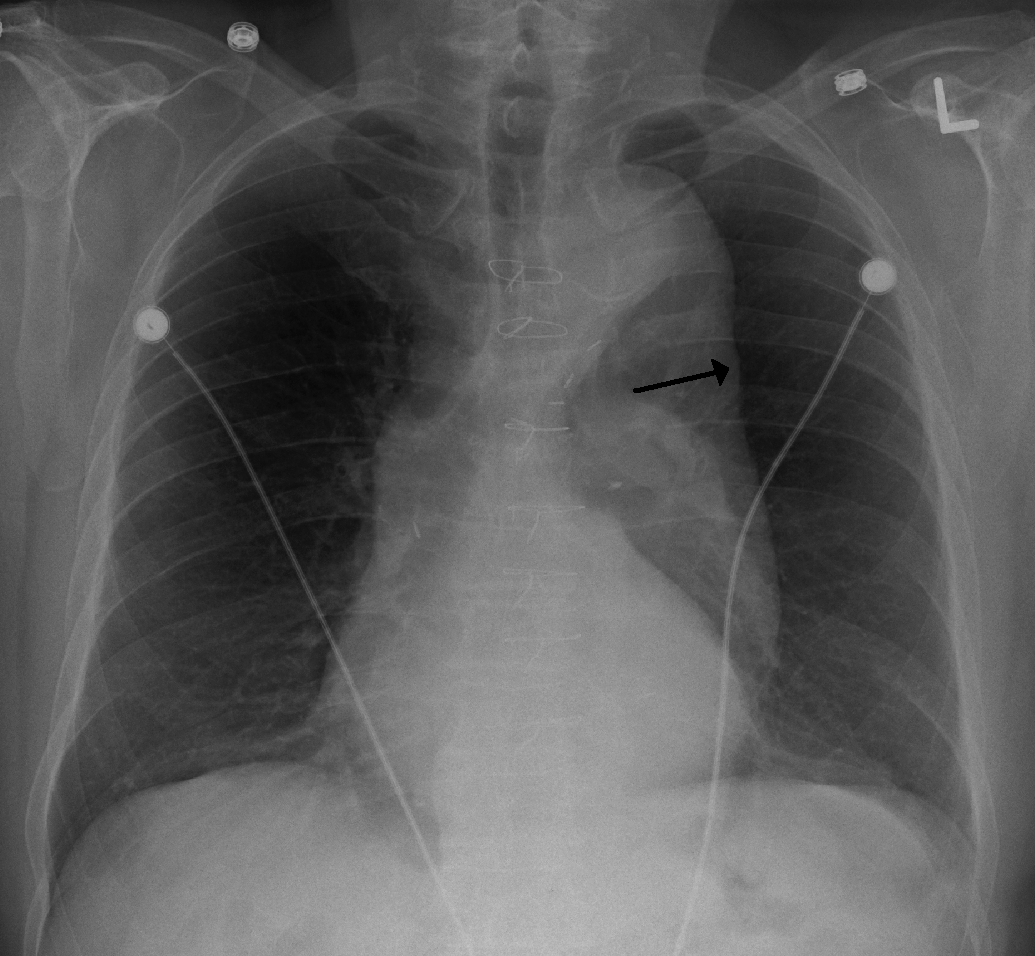
Mũi tên chỉ bờ ngoài của phình động mạch chủ ngực

Phình động mạch chủ ngực là "phình to" của đầu trên động mạch chủ trên cơ hoành. Nếu không được điều trị hoặc phát hiện sớm có thể gây tử vong do bóc tách hoặc vỡ phình động mạch dẫn đến tử vong ngay lập tức. Phình động mạch chủ ngực ít gặp hơn phình động mạch chủ bụng. 

## Biểu hiện

### Biến chứng

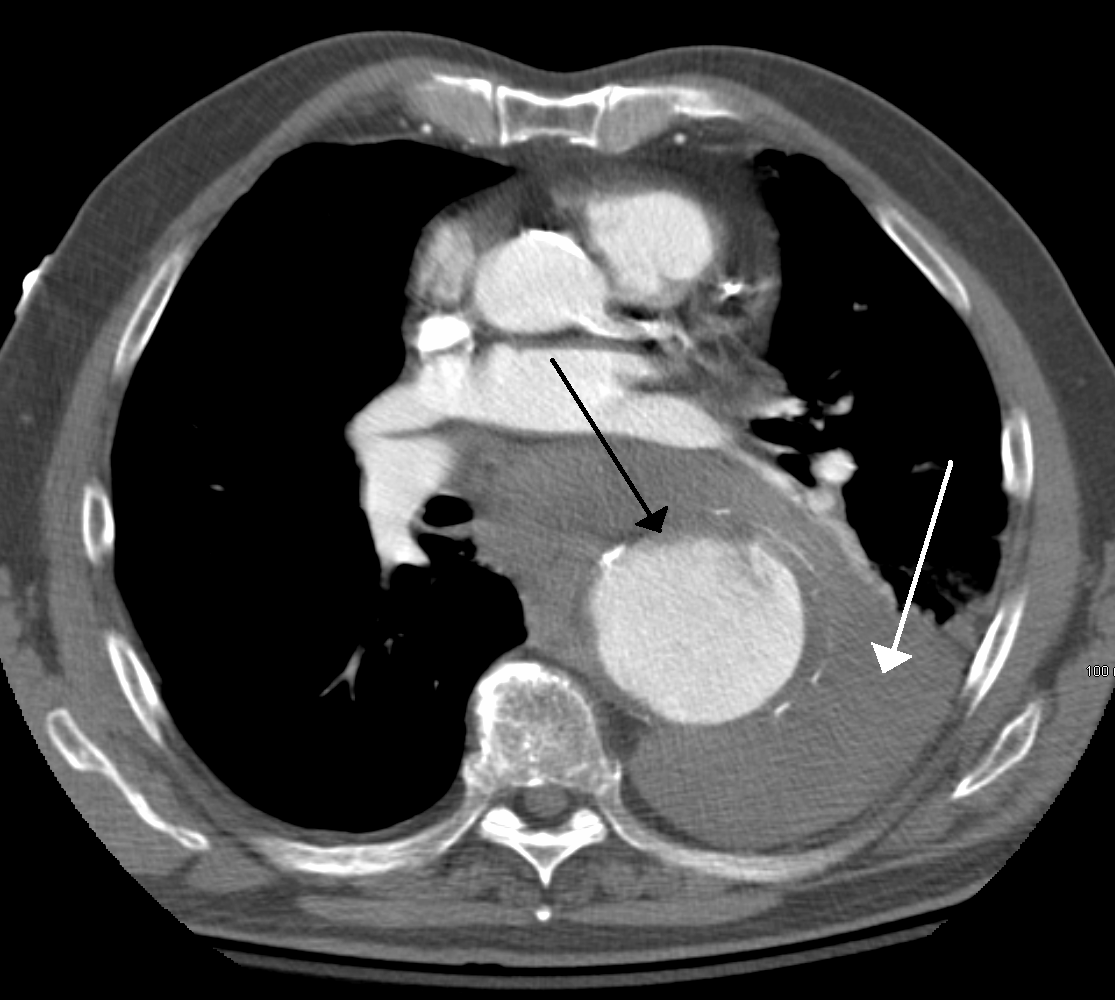
Chụp CT tiêm thuốc cho thấy một phình mạch lớn khoảng 7cm mới vỡ

Nguyên nhân tử vong chủ yếu do phình động mạch chủ ngực là bóc tách và vỡ. Một khi vỡ phình mạch, tỷ lệ tử vong lên đến 50-80%. Hầu hết trường hợp tử vong là ở bệnh nhân hội chứng Marfan là hậu quả bệnh lý động mạch chủ.
Có nhiều nguyên nhân, phình động mạch ở bệnh nhân trẻ hơn 40 thường liên quan đến động mạch chủ lên do yếu thành động mạch chủ kết hợp rối loạn mô liên kết như hội chứng Marfan và hội chứng Andrea-Danlos hoặc bệnh lý van tim bẩm sinh. Bệnh nhân trẻ có thể có phình động mạch chủ của các động mạch chủ sau phẫu thuật động mạch chủ. Nó cũng có thể gây ra bởi chấn thương.
Xơ vữa động mạch là nguyên nhân chính của phình động mạch chủ xuống, trong khi phình cung động mạch chủ có thể là do để phẫu thuật, xơ vữa động mạch hay viêm.

### Tuổi
Chẩn đoán của phình động mạch chủ ngực thường gặp ở bệnh nhân 60 đến 70 tuổi.

### Yếu tố nguy cơ
Tăng huyết áp và thuốc lá nhất là yếu tố nguy cơ quan trọng nhất, mặc dù tầm quan trọng của các yếu tố di truyền ngày càng được công nhận. Khoảng 10% của bệnh nhân có những thành viên gia đình mắc phình động mạch chủ. Cần lưu ý rằng các bệnh nhân có tiền sử của phình động mạch trong các bộ phận khác đã có khả năng gặp phình động mạch chủ ngực cao hơn.

## Chẩn đoán

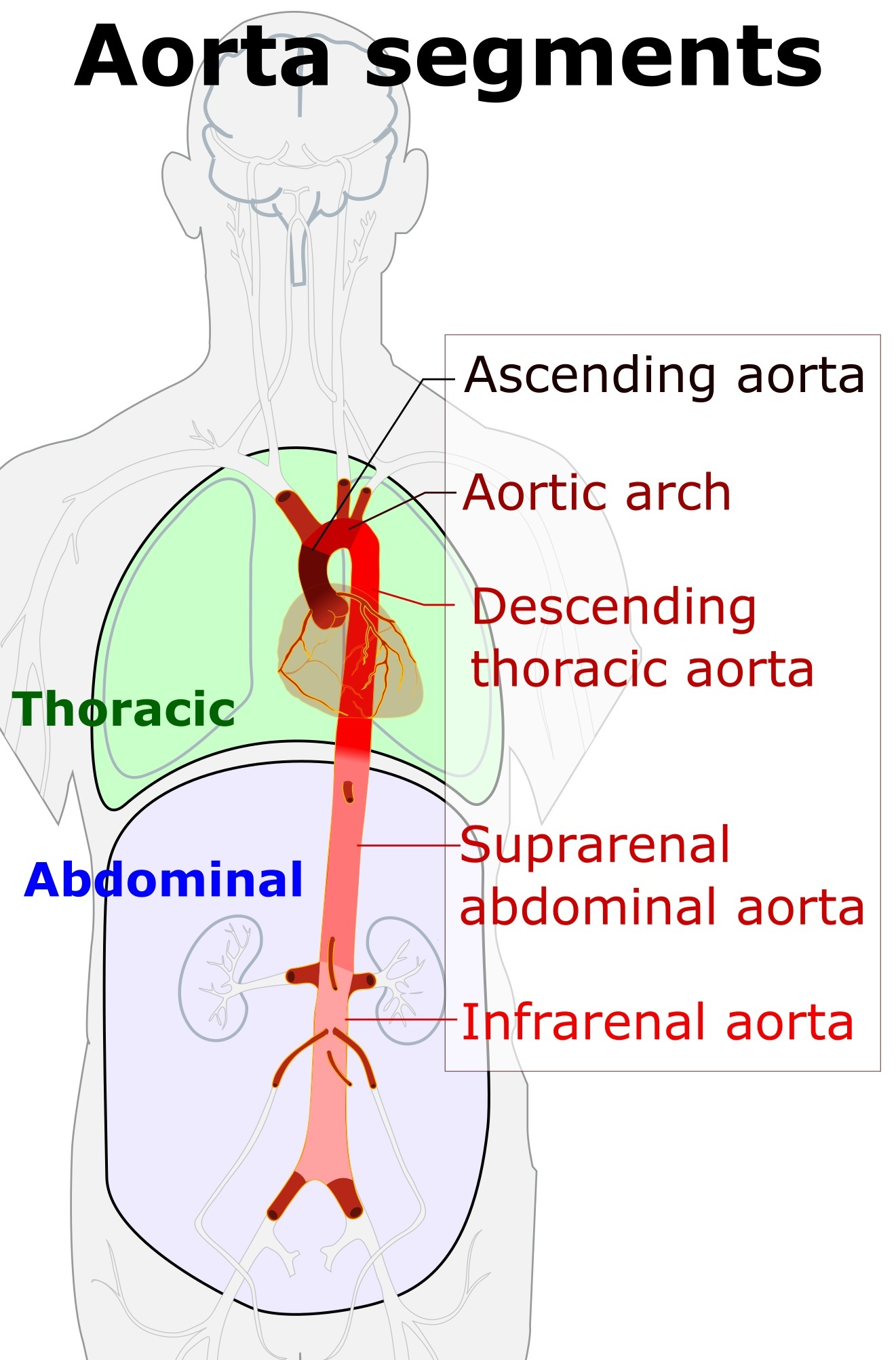
Phân đoạn động mạch chủ với động mạch chủ ngực trong khu vực đánh dấu màu xanh lá cây.

Phình động mạch chủ ngực có đường kính:
- 4.5 cm ở Hoa Kỳ
- 4.0 cm ở Hàn quốc

Đường kính 3.5 cm được coi giãn. Tuy nhiên, giá trị trung bình  khác nhau tìu tuổi và kích thước tương ứng với nhóm tham khảo, cũng như các đoạn khác nhau của động mạch chủ.
| Trẻ nhỏ             | Người lớn và người cao tuổi |        |
| Động mạch chủ lên   | 3.3 cm                      | 4.3 cm |
| Động mạch chủ xuống | 2.3 cm                      | 3,2 cm |

## Tầm soát
Theo hướng dẫn tháng 3 năm 2010 của Hiệp hội Tim mạch Hoa Kỳ và các tổ chức khác về phát hiện sớm bệnh lý động mạch chủ ngực đưa ra một số khuyến cáo:
- Con của những bệnh nhân có phình tách động mạch chủ ngực nên chụp động mạch để phát hiện bệnh không triệu chứng.
- Những người có triệu chứng gợi ý lóc tách động mạch chủ ngực cần được thường xuyên đánh giá "để xác định nguy cơ và định hướng chẩn đoán xác định."
- Người được chẩn đoán hội chứng Marfan ngay lập tức nên có siêu âm tim đo đường kính động mạch chủ, và theo dõi sau 6 tháng để kiểm tra phình to động mạch chủ.[7]

## Điều trị

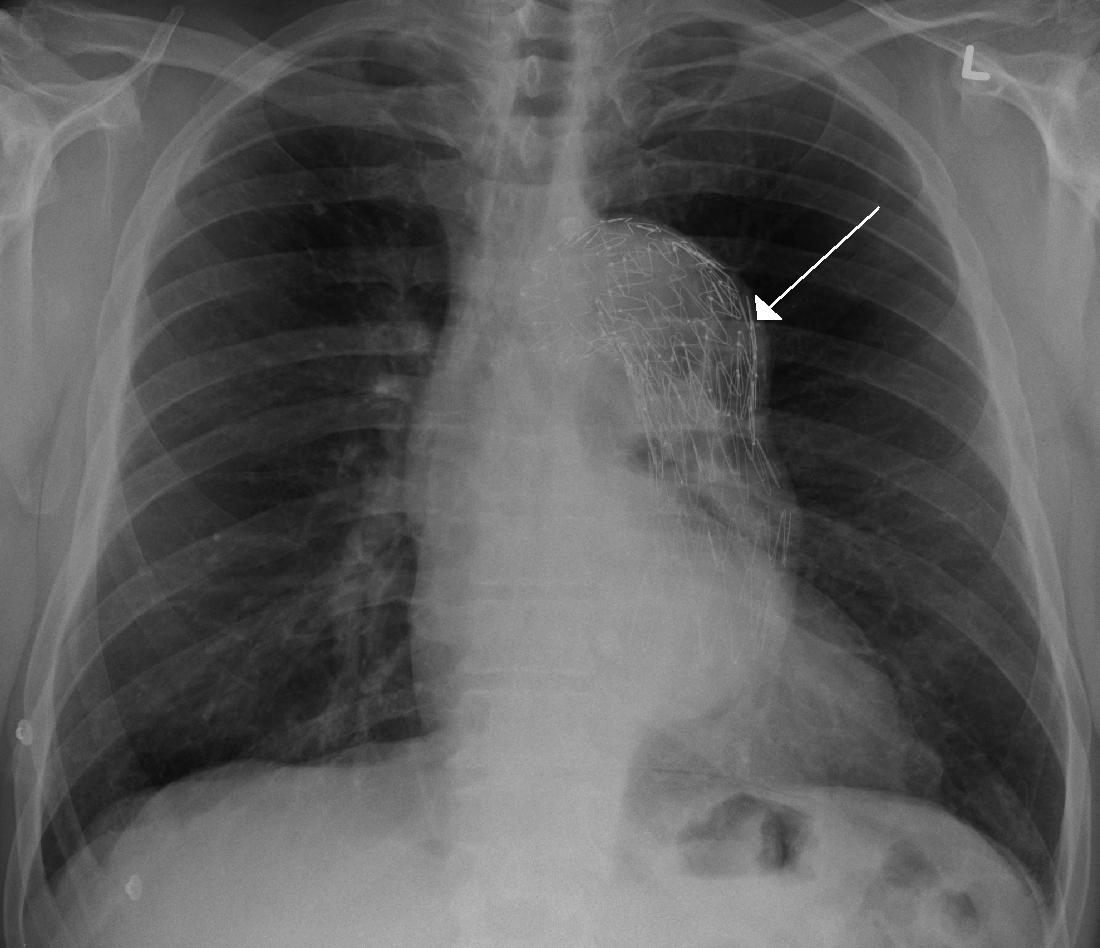
Một stent được đặt trong động mạch chủ ngực để điều trị phình động mạch chủ ngực.

Kích thước cắt ngang túi phình quyết định phương án điều trị. Một  túi phình lớn hơn 4.5 cm thường được coi là phình mạch, trong khi kích thước lớn hơn 6 cm đòi hỏi cần điều trị có thể can thiệp nội mạch hoặc phẫu thuật.
Chỉ định phẫu thuật có thể phụ thuộc vào kích thước của phình mạch. Phình  động mạch chủ lên cần phẫu thuật ở kích thước nhỏ hơn so với động mạch chủ dưới.
Cũng có thể điều trị nhờ can thiệp nội mạch một kỹ thuật rất đơn giản, nhanh giúp củng cố thành động mạch.